# Реформы и порядок
Па́ртия «Рефо́рмы и поря́док» (ПРП) — украинская политическая партия (1997—2013). Была основана в октябре 1997 года. В период с 18 июня 2004 по 8 октября 2005 называлась партией «Наша Украина». В 2013 году влилась в ВО «Батькивщина».
На выборах в Верховную раду в марте 1998 года ПРП получила только 3,13 % голосов, не пройдя 4 % барьер. Пять представителей ПРП, в том числе лидер партии Виктор Пинзеник, прошли в парламент по одномандатным избирательным округам и создали фракцию «Реформы-Конгресс».
В 2002 году ПРП вошла в избирательный блок Виктора Ющенко «Наша Украина» и по его списку прошла в Верховную раду IV созыва.
В марте 2006 за блок «Пора-ПРП» проголосовало лишь 1,47 %, и ни один её представитель не прошёл в парламент.
В сентябре 2006 главный совет партии принял решение о переходе в оппозицию правительству и «антикризисной» коалиции в Верховной раде (Партия регионов — СПУ — КПУ). 20 октября 2006 года Виктор Пинзеник и Юлия Тимошенко подписали соглашение о совместной работе БЮТ и партии «Реформы и порядок» в оппозиции. Стороны декларировали общее видение развития Украины как европейского государства с социально ориентированной экономикой, договорились координировать деятельность партийных организаций, поддержать единого кандидата на следующих выборах президента и идти единым списком на выборах в Верховную раду. Юлия Тимошенко и Виктор Пинзеник от имени нового блока обратились к партии Народный союз «Наша Украина» с призывом к координации действий в рамках единой оппозиции.
11 апреля 2007 года Виктор Пинзеник подписал договор с Юлией Тимошенко (Всеукраинское объединение «Батькивщина») и Евгением Корнейчуком (Украинская социал-демократическая партия) об участии в досрочных парламентских выборах в составе блока БЮТ. 15 августа этот блок был зарегистрирован для участия в выборах.
По результатам выборов, прошедших 30 сентября 2007 года, БЮТ занял второе место, получив 30,71 % голосов и 156 мест в парламенте, 10 депутатских мест получила партия «Реформы и порядок». Глава партии Виктор Пинзеник вошел в правительство Юлии Тимошенко, заняв пост министра финансов.
ХІ съезд партии «Реформы и порядок», который состоялся 20 февраля 2010 года, избрал лидером партии народного депутата Украины Сергея Соболева.
По результатам региональных выборов 2010 года партия «Реформы и порядок» представлена в Областном совете Черниговской области (2 мандата).
В апреле 2012 года шесть оппозиционных партий договорились о совместном участии в парламентских выборах 2012 года на базе Всеукраинского объединения «Батькивщина». В «Объединённую оппозицию» вошли партии «Батькивщина», «Фронт перемен», «Народный рух Украины», «Народная самооборона», «За Украину!» и «Реформы и порядок».